# Norrlandsfolket
Norrlandsfolket var en svensk dagstidning som gavs ut av syndikalisterna i Kiruna mellan 1925 och 1951.
Tidningen var partipolitiskt obunden och beskrev sig som "tidning för övre norrland utgiven av S.A.C". Syndikalismen fick under tidigt 1900-tal starkt fäste i Malmfälten och skogsbygderna i norrland och på grund av det geografiska avståndet för distributionen av tidningen Arbetaren såg man bland lokala syndikalister behovet av en lokalt producerad dagstidning. Redaktionen var baserad i Kiruna, där den även trycktes, och hade också medarbetare i Gällivare och Malmberget. Chefredaktör och ansvarig utgivare var under åren 1925-1951 syndikalisten Edvin Lindstam. och redaktionssekreterare bland andra Armas Sastamoinen. Norrlandsfolket var Kirunas första och hittills enda dagstidning.

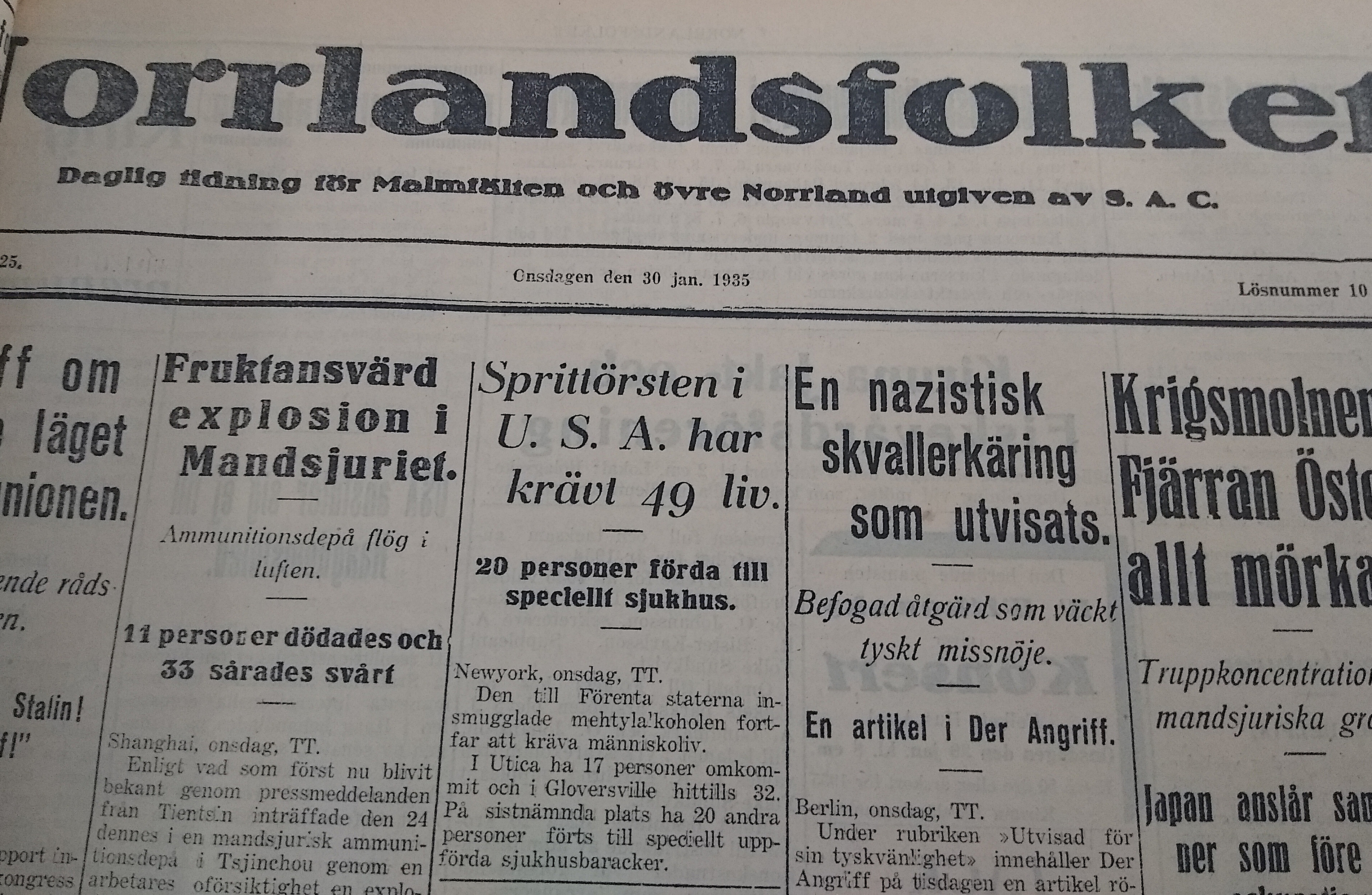
Norrlandsfolket 30 januari 1935.

Tidningen skrev mycket om frågor som berörde stora delar av den norrländska arbetarrörelsens såsom gruv- och skogsindustrin (under åren när tidningen startade hade syndikalisterna fler medlemmar i Kiruna än Gruv 12-an). Tidningen bevakade även den frihetliga [förklaring behövs] arbetarrörelsen internationellt.
Syndikalisterna sålde tidningen 1951 och den drevs vidare till 1958 innan den sedermera lades ner.

## Upplaga
Upplagan var som störst år 1941, med 5100 exemplar per dag. Uppgifter om upplaga saknas för tidigare år.